# Mesochori (Karpathos)
Mesochori (griechisch Μεσοχώρι (n. sg.) ‚Mittleres Dorf‘) ist ein Dorf in der Mitte der Westküste der griechischen Insel Karpathos. Gemeinsam mit der weiter südlich gelegenen Streusiedlung Lefkos und der Küstensiedlung Kato Lefkos bildet das Dorf die gleichnamige Ortsgemeinschaft (Τοπική Κοινότητα Μεσοχωρίου Topikí Kinótita Mesochoríou) im Gemeindebezirk Karpathos (Δημοτική Ενότητα Καρπάθου Dimotikí Enótita Karpáthou) der Gemeinde Karpathos.

## Lage

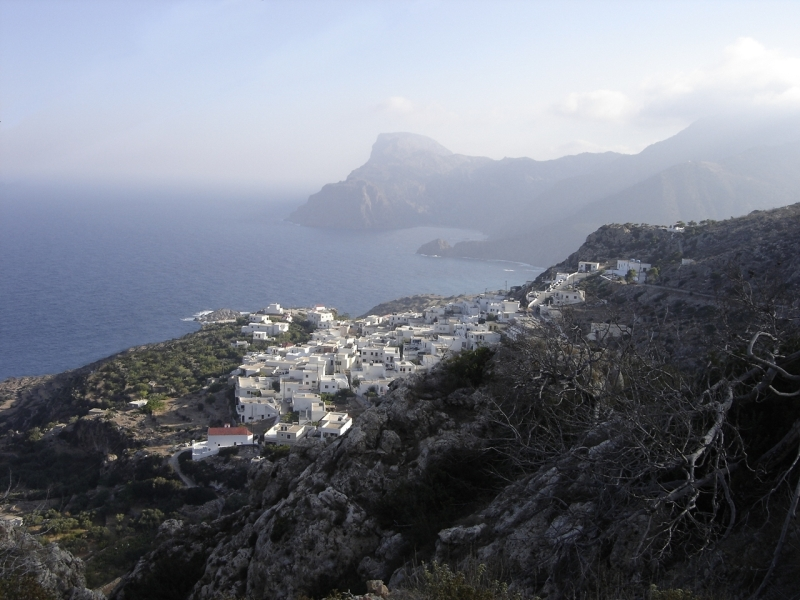
Mesochori

Das Dorf liegt auf einem nach Nordwesten ausgerichteten Felsplateau an den nordwestlichen Ausläufern des Profitis Ilias in fast 200 Meter oberhalb der Westküste. Bis zum Bau einer Straße im Jahr 1960 war das Dorf nur zu Fuß oder auf dem Seeweg über die kleine Anlegestelle Káfkalo (Όρμος Καύκαλου) erreichbar. Über eine etwa 2 Kilometer Stichstraße der westlichen Hauptstraße ist Mesochori erreichbar. Wegen seiner verwinkelten und schmalen Gassen ist Mesochori autofrei, Autos haben nur bis zu einem Parkplatz oberhalb des Dorfes Zufahrt. Die zur Ortsgemeinschaft Mesochori zählenden Siedlungen Lefkos und Kato Lefkos liegen etwa 5 Kilometer südwestlich. Das Dorf Spoa liegt etwa 3 Kilometer nordöstlich.
Das Gebiet der Ortsgemeinschaft Mesochori erstreckt sich auf einer Fläche von 35,812 Quadratkilometern entlang der Westküste. Im Norden grenzt der Gemeindebezirk Olymbos, im Osten grenzen von Nord nach Süd die Ortsgemeinschaften Spoa, Volada und Pyles an.

## Verwaltung
Kurz nach dem Anschluss des Dodekanes an Griechenland erhielt Mesochori den Status einer Landgemeinde (Κοινότητα Μεσοχωρίου Kinótita Mesochoríou). Die beiden südlich gelegenen Küstenorte Lefkos und Kato Lefkos wurden 1981 und 1991 als Siedlungen Mesochoris anerkannt. Mit der Umsetzung der Gemeindereform 1997 erfolgte die Zusammenlegung von sieben weiteren Landgemeinden zur damaligen Gemeinde Karpathos dem heutigen Gemeindebezirk Karpathos. Durch die Verwaltungsreform 2010 wurden die ehemaligen Gemeinden der Insel zur neuen Gemeinde Karpathos (Δήμος Καρπάθου Dímos Karpáthou) zusammengelegt.
Einwohnerentwicklung von Mesochori
| Name        | griechisch           | Code       | 1947 | 1951 | 1961 | 1971 | 1981 | 1991 | 2001 | 2011 |
| ----------- | -------------------- | ---------- | ---- | ---- | ---- | ---- | ---- | ---- | ---- | ---- |
| Mesochori   | Μεσοχώρι (n. sg.)    | 6201010601 | 498  | 487  | 464  | 371  | 292  | 344  | 325  | 225  |
| Lefkos      | Λευκός (m. sg.)      | 6201010602 |      |      |      |      | 065  | 025  | 028  | 057  |
| Kato Lefkos | Κάτω Λευκός (m. sg.) | 6201010603 |      |      |      |      |      | 037  | 081  | 089  |
| Gesamt      | Gesamt               | 62010106   | 498  | 487  | 464  | 371  | 357  | 406  | 434  | 371  |

## Sehenswürdigkeiten

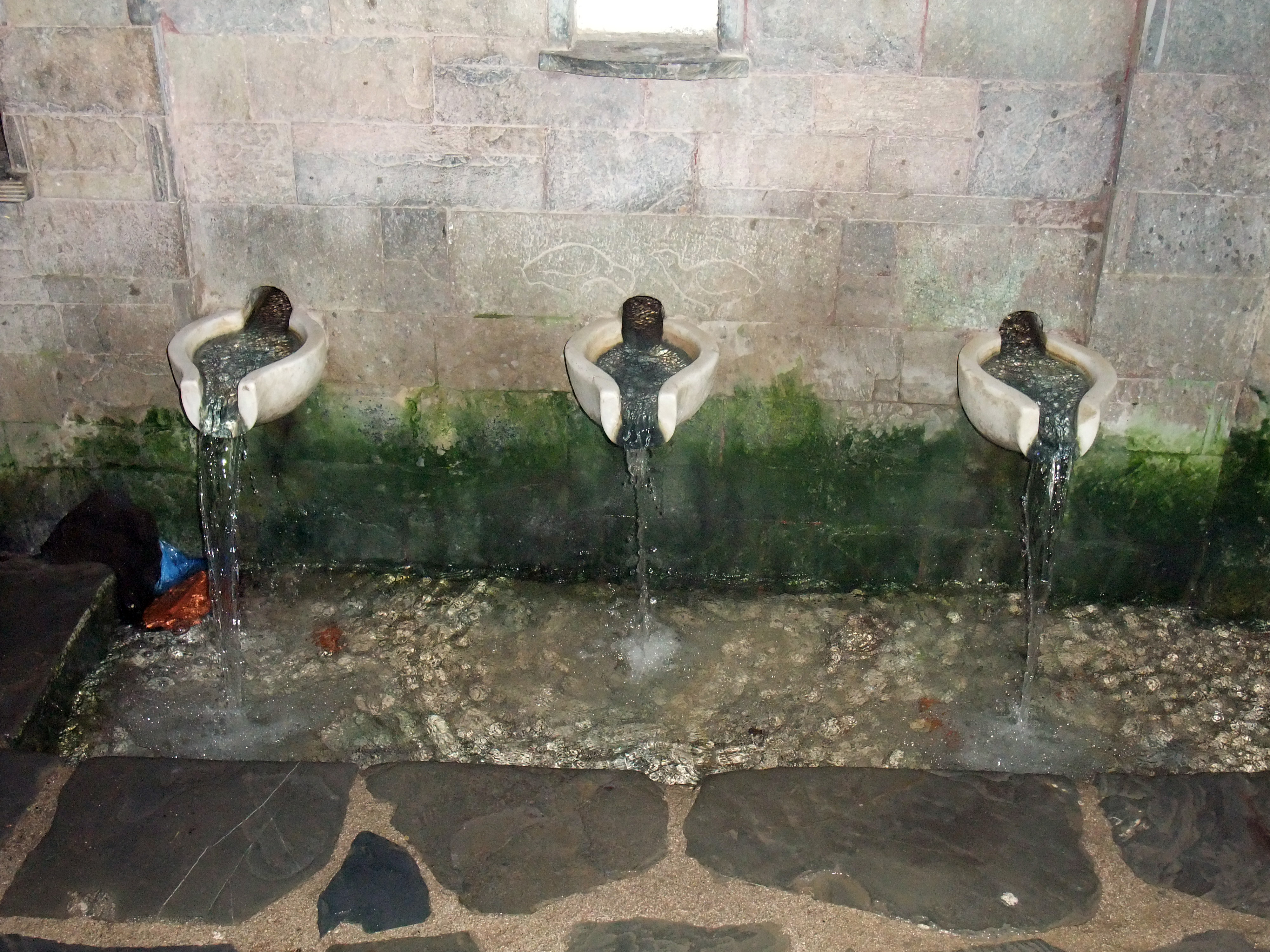
Marmorbecken mit Wasserquelle unterhalb Panagía-Kirche

Mesochori ist bekannt für seine zahlreichen Kirchen und Kapellen, welche neben den vielen Obst- und Gemüsegärten das Ortsbild prägen:
- Die im Jahr 1781 errichtete Johanneskirche besitzt einen Boden aus Meereskieselsteinen, sehenswert ist die holzgeschnitzte Ikonostase.

- Größtes Gotteshaus im Dorf ist die im Norden hinter einem Felsvorsprung erbaute und deshalb kaum sichtbare Panagia-Kirche (Panagia tis Vrysianis). Die Kirche mit ihren weiß bemalten Außenwänden und den roten Dachziegeln ist in ihrem Innern vollständig ausgemalt. In der Kirche befindet sich die Ikone Die Geburt Marias. Das Kirchenpatronatsfest wird im Dorf jeweils am 8. September ausgiebig gefeiert. Unterhalb der Kirche werden drei Marmorbecken von einer eingefassten Quelle gespeist, deren abfließendes Wasser die Bewässerung mehrerer Gärten gewährleistet.

- Die kleine Agia-Sophia-Kapelle liegt nordöstlich des Dorfes oberhalb des Friedhofes und ist bekannt durch seine Ikone der Kirchenheiligen aus dem Jahre 1883.

- Unterhalb des Dorfes befinden sich, angrenzend an den Platz Platia Skopi mit seinem in der Mitte befindlichen Meereskieselmosaik, vier weitere kleinere Kirchen, so die im 18. Jahrhundert direkt aneinandergebauten Zwillingskapellen Agios Starvos.

Der Kiefernwald zwischen Mesochori und dessen Außensiedlung Lefkos wurde im Frühling 2004 von einem mehrere Tage wütenden Waldbrand vollständig niedergebrannt. Als Ursache wurde Fahrlässigkeit vermutet.

## Fotogalerie

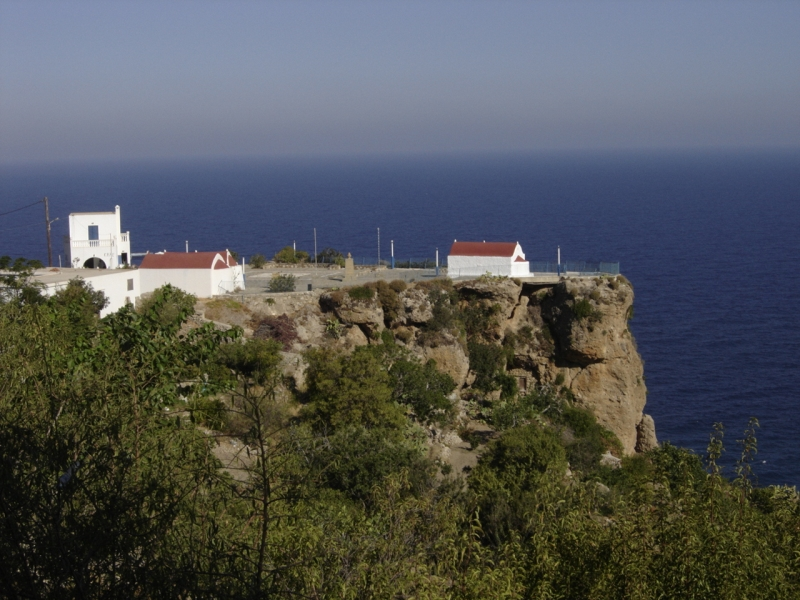
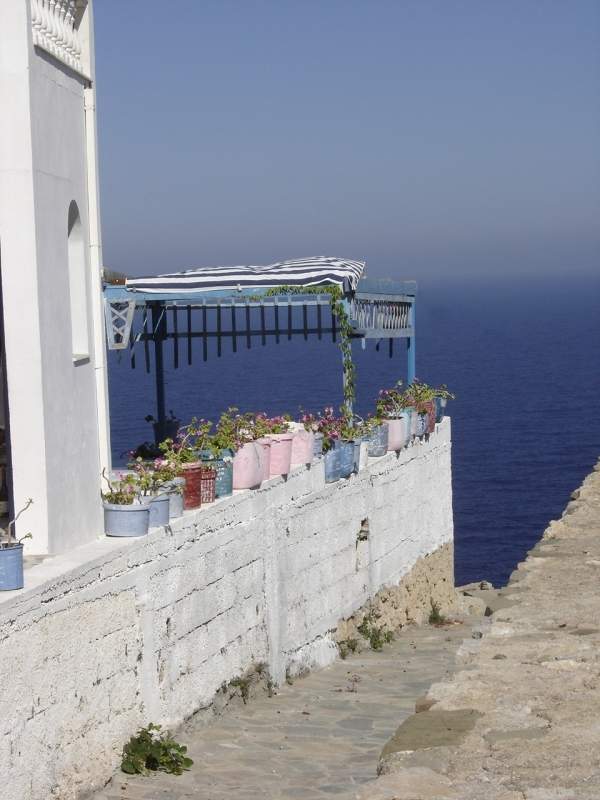
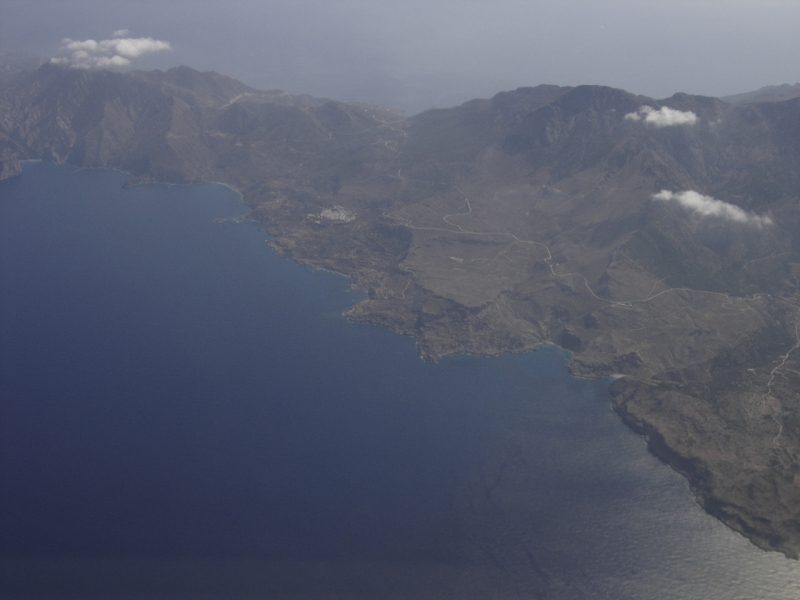
Mesochori aus der Vogelperspektive